# 大和証券グループ本社

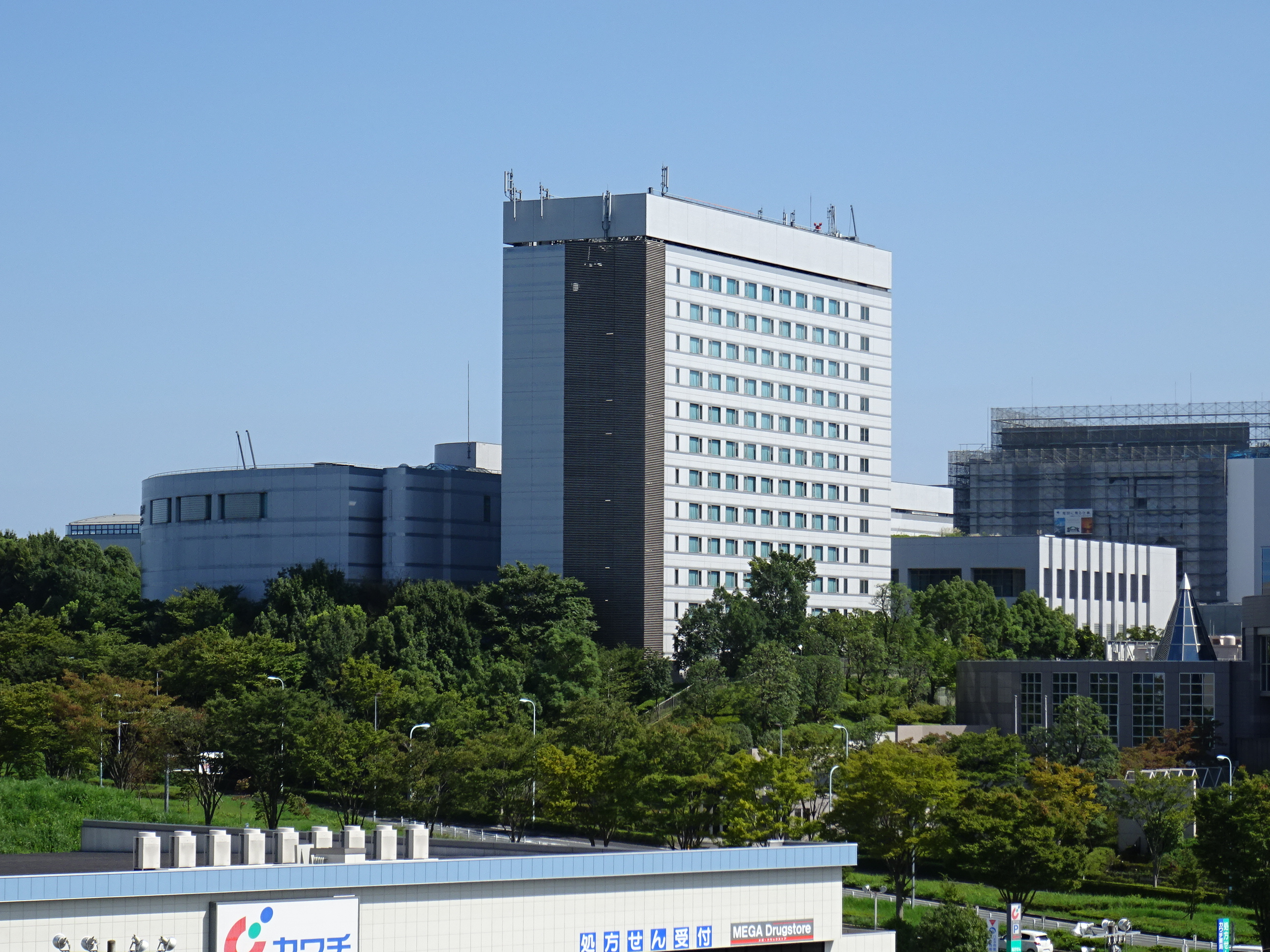
多摩研修センター（東京都多摩市）

株式会社大和証券グループ本社（だいわしょうけんグループほんしゃ、英: Daiwa Securities Group Inc.）は、 東京都千代田区丸の内に本社を置く、証券会社の大和証券を傘下に持つ日本の金融持株会社である。日経平均株価およびJPX日経インデックス400の構成銘柄の一つ。企業理念は「信頼の構築、人材の重視、社会への貢献、健全な利益の確保」。

## 概要
傘下に大和証券・大和投資信託委託・大和総研・大和企業投資などを持つ、日本では野村ホールディングスについで業界2位の証券グループの持株会社である。
短資部門を中心に証券業を営んでいた藤本証券（藤本ビルブローカー）と大阪証券取引所（大証）の機関銀行だった日本信託銀行（戦後存在していた同社名の信託銀行とは別）が1943年12月27日に合併して、（初代）旧「大和證券」が成立した。
1999年4月、ホールセール（法人向け）証券業務を大和証券エスビーキャピタル・マーケッツ（後の大和証券キャピタル・マーケッツ）へ譲渡、同社営業開始。リテール（個人向け）証券業務を（2代目）大和証券へ譲渡、同社営業開始。（初代）大和證券はグループ会社の支配・管理を目的とする持株会社となり、大和証券グループ本社へと商号変更。持株会社解禁後、上場会社では初の純粋持株会社となった（なお、旧法人は「證券」、現法人は「証券」である。）。
2007年12月、大和証券グループ本社の本社、（2代目）大和証券の本店、大和証券SMBC（当時）の本店を、東京駅八重洲口のグラントウキョウ　ノースタワーに移転した。
2009年には、ネット銀行設立構想を打ち出し、2010年には、完全子会社の分割準備会社・大和ネットバンク設立準備株式会社を設立した。銀行免許取得後、2011年以降をめどに開業を目指しているとしていた。その後、2011年4月4日付で、金融庁による予備審査が通過したことに伴い、大和ネットバンク設立準備株式会社の商号を株式会社大和ネクスト銀行に改称した。大和ネクスト銀行は2011年4月12日に金融庁から銀行営業免許を取得 し、同年4月15日付で開業。その後同年5月13日より、実質的な同行のサービスを開始した。
2012年4月1日、リテール証券業務を担当していた子会社の大和証券（2代目）が、同じく傘下のホールセール証券業務担当であった大和証券キャピタル・マーケッツを吸収合併し、リテール・ホールセールを一本化。
りそな銀行の前身行の一つである大和銀行とは一切の関連を持たない。そのため1993年に当時の大和證券が信託銀行の子会社を設立した際には、大和銀行グループとの混同を避けるため商号を「大和インターナショナル信託銀行」とした。なお、大和インターナショナル信託銀行は2000年4月に住友信託銀行（現・三井住友信託銀行）に全株式が売却され、同年8月に同行に吸収合併されており現存しない。

## 沿革
- 1902年（明治35年）5月1日 -  藤本ビルブローカー開業。大阪府大阪市東区北浜五丁目30番地（現在の同府同市中央区北浜四丁目）
- 1906年（明治39年）- 株式会社藤本ビルブローカーに改組。
- 1907年（明治40年）- 株式会社藤本ビルブローカー銀行に商号変更。
- 1933年（昭和8年）- 藤本ビルブローカー証券株式会社に商号変更。
- 1942年（昭和17年）- 藤本証券株式会社に商号変更。
- 1943年（昭和18年）12月27日 - 藤本証券と日本信託銀行が合併し、大和證券株式会社を設立。
- 1961年（昭和36年）10月 - 東京、大阪、名古屋証券取引所市場第二部に上場。
- 1970年（昭和45年）- 東京、大阪、名古屋証券取引所市場第一部に上場。
- 1999年（平成11年）4月26日 - 商号を大和証券グループ本社に変更して持株会社に移行。
ホールセール業務を大和証券エスビーキャピタル・マーケッツに営業譲渡、リテール証券業務を、新設した（2代目）大和証券に営業譲渡。
- 2001年（平成13年）4月 - 大和証券エスビーキャピタル・マーケッツが、さくら証券の営業を譲り受け、大和証券エスエムビーシーに商号変更。
- 2006年（平成18年）9月5日 - 株式公開買い付けにより日の出証券を子会社化（92.38%）。
- 2009年（平成21年）12月31日 - 三井住友銀行との資本提携を解消し大和証券エスエムビーシーを大和証券グループによる100%出資化、大和証券キャピタル・マーケッツに商号変更。
- 2012年（平成24年）4月1日 - リテール証券業務を担当していた（2代目）大和証券が、大和証券キャピタル・マーケッツを吸収合併。
- 2024年（令和6年）
  - 5月13日 - あおぞら銀行との間で資本業務提携を締結。旧村上ファンド系の投資会社などの保有分取得並びに同行が予定している第三者割当増資により、大和証券グループ本社が株式の約24%を取得し、同行の筆頭株主になる予定[8][9]。
  - 5月15日 - かんぽ生命保険との間で資本業務提携を締結。同社が大和アセットマネジメントの株式約20%を取得する予定[10]。

## 行政との関係
2018年現在、内閣府外局の金融庁（金融担当大臣 麻生太郎）が所管する証券取引等監視委員会の委員3名のうち、1名は大和証券SMBC事業調査部長で大和総研専務理事の引頭麻実である（2016年10月25日衆議院承認）。2019年11月に退任している。
また、同委員会の監視対象の一つである業内自主規制団体日本証券業協会の会長は、大和証券グループ本社の元代表取締役 で現在は名誉顧問の鈴木茂晴であった（2017年7月1日、同協会理事会の推薦と総会選挙により就任。2021年7月に退任）。
なお2017年には、証券取引等監視委員会の前任委員の天下り問題が問題視されている。

## 関連会社

### 主要子会社
- 大和証券（2代目：完全子会社）
  - 大和証券SMBCプリンシパル・インベストメンツ（60%保有）
- 大和総研（完全子会社）
- 大和アセットマネジメント（完全子会社）
- 大和リアル・エステート・アセット・マネジメント
- サムティ・レジデンシャル投資法人
- 大和キャピタル・ホールディングス（旧エヌ・アイ・エフSMBCベンチャーズ→大和SMBCキャピタル→大和企業投資・100%子会社。なお、大和SMBCキャピタルは大和企業投資とSMBC系のSMBCベンチャーキャピタル（SMBCC）に分割されている）
  - 大和企業投資（旧大和キャピタル・パートナーズ・大和キャピタル・ホールディングスの100%子会社。2015年7月、旧大和企業投資から会社分割で継承）
  - 大和PIパートナーズ（大和キャピタル・ホールディングスの完全子会社）
- 大和ネクスト銀行（完全子会社）
- 大和証券ビジネスセンター（完全子会社）
- 大和証券ファシリティーズ（完全子会社）
- 大和インベスト・マネジメント（完全子会社）
- リテラ・クレア証券（完全子会社）
- 大和コネクト証券（完全子会社）
- 大和フード&アグリ（完全子会社）
- グッドタイムリビング（完全子会社）
- Fintertech（80％保有、クレディセゾン合弁）
- 大和証券キャピタル・マーケッツアメリカホールディングス（完全子会社）
  - 大和証券キャピタル・マーケッツアメリカ
- ミャンマー証券取引センター（英語版）

### 主要持分法適用関連会社
- 三井住友DSアセットマネジメント（23.5%保有）

### かつて存在した子会社
- 大和証券キャピタル・マーケッツ（99.97%保有、グループ全体で100%保有）2012年4月1日付けで（2代目）大和証券に吸収合併。
- 大和インターナショナル信託銀行（完全子会社） 前述の通り、2000年4月28日付で住友信託銀行に全株式を売却、同年8月1日付で同行に吸収合併。

## 提供番組

### 2025年(令和7年)4月現在

#### 主に30秒
- ポツンと一軒家（ABCテレビ制作・テレビ朝日系列）
- ワールドビジネスサテライト（テレビ東京系列）
- BSフジLIVE プライムニュース（BSフジ）

#### 主に60秒
- 月9ドラマ（フジテレビ系列）(2023年4月 - ジャパネットたかたから引き継いだ、日曜報道 THE PRIMEとジャンクSPORTSから移動。)

#### 特番
- 音舞台（MBS制作・TBS系列、協賛及び大筆頭スポンサー・2010年度より）
- ダンロップフェニックストーナメント（MBS・宮崎放送共同制作・TBS系列、2007年度より）

### 過去
- FNNニュース最終版（第1期）（フジテレビ系列）
- 金曜プレステージ（フジテレビ系列）
- 脳内エステ IQサプリ（フジテレビ系列）
- 土曜プレミアム（フジテレビ系列）
- みんなのニュース（フジテレビ系列、隔日）
- 新報道2001（フジテレビ系列）
- 報道プライムサンデー（フジテレビ系列）
- 日曜報道 THE PRIME（フジテレビ系列）
- ジャンクSPORTS（フジテレビ系列）
- サンデープロジェクト（テレビ朝日・ABC共同制作）
- ねっとパラダイス（テレビ朝日系列）
- 開運!なんでも鑑定団（テレビ東京系列）
- モヤモヤさまぁ〜ず2（テレビ東京系列） など多数。